# Miasta w Niemczech
Według danych oficjalnych pochodzących z 1 stycznia 2016 Niemcy posiadają 2059 miejscowości, które otrzymały prawa miejskie. Stolica kraju – Berlin, oraz Hamburg, Monachium i Kolonia mają ponad milion mieszkańców; ludność 14 innych miast liczy od 500 tys. do miliona; istnieją 62 miasta z ludnością od 100 do 500 tys., oraz 106 miast z ludnością 50–100 tys.; pozostałe miasta mają poniżej 50 tys. mieszkańców.

## Największe miasta w Niemczech
Największe miasta w Niemczech według liczebności mieszkańców (stan na 31 grudnia 2019):
| Lp. | Miasto                                  | Kraj związkowy              | Liczba ludności | Populacja w 1939 r. |
| --- | --------------------------------------- | --------------------------- | --------------- | ------------------- |
| 1.  | Berlin                                  | Berlin                      | 3 669 491       | 4 321 521           |
| 2.  | Hamburg                                 | Hamburg                     | 1 847 253       | 1 698 388           |
| 3.  | Monachium (München)                     | Bawaria                     | 1 484 226       | 815 212             |
| 4.  | Kolonia (Köln)                          | Nadrenia Północna-Westfalia | 1 087 863       | 768 352             |
| 5.  | Frankfurt nad Menem (Frankfurt am Main) | Hesja                       | 763 380         | 548 220             |
| 6.  | Stuttgart                               | Badenia-Wirtembergia        | 635 911         | 454 346             |
| 7.  | Düsseldorf                              | Nadrenia Północna-Westfalia | 621 877         | 535 753             |
| 8.  | Lipsk (Leipzig)                         | Saksonia                    | 593 145         | 702 155             |
| 9.  | Dortmund                                | Nadrenia Północna-Westfalia | 588 250         | 537 865             |
| 10. | Essen                                   | Nadrenia Północna-Westfalia | 582 760         | 664 523             |
| 11. | Brema (Bremen)                          | Brema                       | 567 559         | 354 109             |
| 12. | Drezno (Dresden)                        | Saksonia                    | 556 780         | 629 713             |
| 13. | Hanower (Hannover)                      | Dolna Saksonia              | 536 925         | 464 646             |
| 14. | Norymberga (Nürnberg lub Nuremberg)     | Bawaria                     | 518 370         | 420 349             |
| 15. | Duisburg                                | Nadrenia Północna-Westfalia | 498 686         | 433 530             |
| 16. | Bochum                                  | Nadrenia Północna-Westfalia | 365 587         | 305 469             |
| 17. | Wuppertal                               | Nadrenia Północna-Westfalia | 355 100         | 399 718             |
| 18. | Bielefeld                               | Nadrenia Północna-Westfalia | 334 195         | 126 711             |
| 19. | Bonn                                    | Nadrenia Północna-Westfalia | 329 673         | 98 702              |
| 20. | Münster                                 | Nadrenia Północna-Westfalia | 315 293         | 132 760             |

## Alfabetyczna lista miast w Niemczech
Lista miast w Niemczech zawiera listę wszystkich 2060 miejscowości, które otrzymały prawa miejskie w Niemczech, w porządku alfabetycznym (stan na 1 stycznia 2015).
| - Badenia-Wirtembergia (Baden-Württemberg): 313 - Bawaria (Bayern): 317 - Berlin (Berlin): 1 - Brandenburgia (Brandenburg): 113 - Brema (Bremen): 2 | - Dolna Saksonia (Niedersachsen): 159 - Hamburg (Hamburg): 1 - Hesja (Hessen): 191 - Meklemburgia-Pomorze Przednie (Mecklenburg-Vorpommern): 84 - Nadrenia-Palatynat (Rheinland-Pfalz): 128 | - Nadrenia Północna-Westfalia (Nordrhein-Westfalen): 271 - Saara (Saarland): 17 - Saksonia (Sachsen): 170 - Saksonia-Anhalt (Sachsen-Anhalt): 104 - Szlezwik-Holsztyn (Schleswig-Holstein): 63 - Turyngia (Thüringen): 126 |

A B C D E F G H I J K L M N O P Q R S T U V W X Z

### A
| - Aach (Badenia-Wirtembergia) - Aalen (Badenia-Wirtembergia) - Abenberg (Bawaria) - Abensberg (Bawaria) - Achern (Badenia-Wirtembergia) - Achim (Dolna Saksonia) - Adelsheim (Badenia-Wirtembergia) - Adenau (Nadrenia-Palatynat) - Adorf/Vogtl. (Saksonia) - Ahaus (Nadrenia Północna-Westfalia) - Ahlen (Nadrenia Północna-Westfalia) - Ahrensburg (Szlezwik-Holsztyn) - Aichach (Bawaria) - Aichtal (Badenia-Wirtembergia) - Aken (Elbe) (Saksonia-Anhalt) - Akwizgran Aachen (Nadrenia Północna-Westfalia) - Albstadt (Badenia-Wirtembergia) - Alfeld (Dolna Saksonia) - Allendorf (Lumda) (Hesja) - Allstedt (Saksonia-Anhalt) - Alpirsbach (Badenia-Wirtembergia) - Alsfeld (Hesja) - Alsdorf (Nadrenia Północna-Westfalia) | - Alsleben (Saale) (Saksonia-Anhalt) - Altdorf bei Nürnberg (Bawaria) - Altena (Nadrenia Północna-Westfalia) - Altenberg (Saksonia) - Altenburg (Turyngia) - Altenkirchen (Westerwald) (Nadrenia-Palatynat) - Altensteig (Badenia-Wirtembergia) - Altentreptow (Meklemburgia-Pomorze Przednie) - Altlandsberg (Brandenburgia) - Altötting (Bawaria) - Alzenau in Unterfranken (Bawaria) - Alzey (Nadrenia-Palatynat) - Amberg (Bawaria) - Amöneburg (Hesja) - Amorbach (Bawaria) - Amt Creuzburg (Turyngia) - Andernach (Nadrenia-Palatynat) - An der Schmücke (Turyngia) - Angermünde (Brandenburgia) - Anklam (Meklemburgia-Pomorze Przednie) - Annaberg-Buchholz (Saksonia) - Annaburg (Saksonia-Anhalt) - Annweiler am Trifels (Nadrenia-Palatynat) - Ansbach (Bawaria) | - Apolda (Turyngia) - Arendsee (Altmark) (Saksonia-Anhalt) - Arneburg (Saksonia-Anhalt) - Arnis (Szlezwik-Holsztyn) - Arnsberg (Nadrenia Północna-Westfalia) - Arnstadt (Turyngia) - Arnstein (Bawaria) - Arnstein (Saksonia-Anhalt) - Artern (Turyngia) - Arzberg (Bawaria) - Aschaffenburg (Bawaria) - Aschersleben (Saksonia-Anhalt) - Asperg (Badenia-Wirtembergia) - Aßlar (Hesja) - Attendorn (Nadrenia Północna-Westfalia) - Aub (Bawaria) - Aue-Bad Schlema (Saksonia) - Auerbach in der Oberpfalz (Bawaria) - Auerbach/Vogtl. (Saksonia) - Augsburg (Bawaria) - Augustusburg (Saksonia) - Aulendorf (Badenia-Wirtembergia) - Auma-Weidatal (Turyngia) - Aurich (Dolna Saksonia) |

A B C D E F G H I J K L M N O P Q R S T U V W X Z

### B
| - Babenhausen (Hesja) - Bacharach (Nadrenia-Palatynat) - Backnang (Badenia-Wirtembergia) - Bad Aibling (Bawaria) - Bad Arolsen (Hesja) - Bad Belzig (Brandenburgia) - Bad Bentheim (Dolna Saksonia) - Bad Bergzabern (Nadrenia-Palatynat) - Bad Berka (Turyngia) - Bad Berleburg (Nadrenia Północna-Westfalia) - Bad Berneck im Fichtelgebirge (Bawaria) - Bad Bevensen (Dolna Saksonia) - Bad Bibra (Saksonia-Anhalt) - Bad Blankenburg (Turyngia) - Bad Bramstedt (Szlezwik-Holsztyn) - Bad Breisig (Nadrenia-Palatynat) - Bad Brückenau (Bawaria) - Bad Buchau (Badenia-Wirtembergia) - Bad Camberg (Hesja) - Bad Doberan (Meklemburgia-Pomorze Przednie) - Bad Driburg (Nadrenia Północna-Westfalia) - Bad Düben (Saksonia) - Bad Dürkheim (Nadrenia-Palatynat) - Bad Dürrenberg (Saksonia-Anhalt) - Bad Dürrheim (Badenia-Wirtembergia) - Bad Elster (Saksonia) - Bad Ems (Nadrenia-Palatynat) - Baden-Baden (Badenia-Wirtembergia) - Bad Fallingbostel (Dolna Saksonia) - Bad Frankenhausen/Kyffhäuser (Turyngia) - Bad Freienwalde (Oder) (Brandenburgia) - Bad Friedrichshall (Badenia-Wirtembergia) - Bad Gandersheim (Dolna Saksonia) - Bad Gottleuba-Berggießhübel (Saksonia) - Bad Griesbach im Rottal (Bawaria) - Bad Harzburg (Dolna Saksonia) - Bad Herrenalb (Badenia-Wirtembergia) - Bad Hersfeld (Hesja) - Bad Homburg vor der Höhe (Hesja) - Bad Honnef (Nadrenia Północna-Westfalia) - Bad Hönningen (Nadrenia-Palatynat) - Bad Iburg (Dolna Saksonia) - Bad Karlshafen (Hesja) - Bad Kissingen (Bawaria) - Bad König (Hesja) - Bad Königshofen im Grabfeld (Bawaria) - Bad Köstritz (Turyngia) - Bad Kötzting (Bawaria) - Bad Kreuznach (Nadrenia-Palatynat) - Bad Krozingen (Badenia-Wirtembergia) - Bad Laasphe (Nadrenia Północna-Westfalia) - Bad Langensalza (Turyngia) - Bad Lauchstädt (Saksonia-Anhalt) - Bad Lausick (Saksonia) - Bad Lauterberg im Harz (Dolna Saksonia) - Bad Liebenstein (Turyngia) - Bad Liebenwerda (Brandenburgia) - Bad Liebenzell (Badenia-Wirtembergia) - Bad Lippspringe (Nadrenia Północna-Westfalia) - Bad Lobenstein (Turyngia) - Bad Marienberg (Westerwald) (Nadrenia-Palatynat) - Bad Mergentheim (Badenia-Wirtembergia) - Bad Münder am Deister (Dolna Saksonia) - Bad Münstereifel (Nadrenia Północna-Westfalia) - Bad Muskau (Saksonia) - Bad Nauheim (Hesja) - Bad Nenndorf (Dolna Saksonia) - Bad Neuenahr-Ahrweiler (Nadrenia-Palatynat) - Bad Neustadt an der Saale (Bawaria) - Bad Oeynhausen (Nadrenia Północna-Westfalia) - Bad Oldesloe (Szlezwik-Holsztyn) - Bad Orb (Hesja) - Bad Pyrmont (Dolna Saksonia) - Bad Rappenau (Badenia-Wirtembergia) - Bad Reichenhall (Bawaria) - Bad Rodach (Bawaria) - Bad Sachsa (Dolna Saksonia) - Bad Säckingen (Badenia-Wirtembergia) - Bad Salzdetfurth (Dolna Saksonia) - Bad Salzuflen (Nadrenia Północna-Westfalia) - Bad Salzungen (Turyngia) - Bad Saulgau (Badenia-Wirtembergia) - Bad Schandau (Saksonia) - Bad Schmiedeberg (Saksonia-Anhalt) - Bad Schussenried (Badenia-Wirtembergia) - Bad Schwalbach (Hesja) - Bad Schwartau (Szlezwik-Holsztyn) | - Bad Segeberg (Szlezwik-Holsztyn) - Bad Sobernheim (Nadrenia-Palatynat) - Bad Soden am Taunus (Hesja) - Bad Soden-Salmünster (Hesja) - Bad Sooden-Allendorf (Hesja) - Bad Staffelstein (Bawaria) - Bad Sulza (Turyngia) - Bad Sülze (Meklemburgia-Pomorze Przednie) - Bad Teinach-Zavelstein (Badenia-Wirtembergia) - Bad Tennstedt (Turyngia) - Bad Tölz (Bawaria) - Bad Urach (Badenia-Wirtembergia) - Bad Vilbel (Hesja) - Bad Waldsee (Badenia-Wirtembergia) - Bad Wildbad (Badenia-Wirtembergia) - Bad Wildungen (Hesja) - Bad Wilsnack (Brandenburgia) - Bad Wimpfen (Badenia-Wirtembergia) - Bad Windsheim (Bawaria) - Bad Wörishofen (Bawaria) - Bad Wünnenberg (Nadrenia Północna-Westfalia) - Bad Wurzach (Badenia-Wirtembergia) - Baesweiler (Nadrenia Północna-Westfalia) - Baiersdorf (Bawaria) - Balingen (Badenia-Wirtembergia) - Ballenstedt (Saksonia-Anhalt) - Balve (Nadrenia Północna-Westfalia) - Bamberg (Bawaria) - Barby (Saksonia-Anhalt) - Bargteheide (Szlezwik-Holsztyn) - Barmstedt (Szlezwik-Holsztyn) - Bärnau (Bawaria) - Barntrup (Nadrenia Północna-Westfalia) - Barsinghausen (Dolna Saksonia) - Barth (Meklemburgia-Pomorze Przednie) - Baruth/Mark (Brandenburgia) - Bassum (Dolna Saksonia) - Battenberg (Eder) (Hesja) - Baumholder (Nadrenia-Palatynat) - Baunach (Bawaria) - Baunatal (Hesja) - Bayreuth (Bawaria) - Bebra (Hesja) - Beckum (Nadrenia Północna-Westfalia) - Bedburg (Nadrenia Północna-Westfalia) - Beelitz (Brandenburgia) - Beeskow (Brandenburgia) - Beilngries (Bawaria) - Beilstein (Badenia-Wirtembergia) - Belgern-Schildau (Saksonia) - Bendorf (Nadrenia-Palatynat) - Bensheim (Hesja) - Berching (Bawaria) - Berga-Wünschendorf (Turyngia) - Bergen (Dolna Saksonia) - Bergen auf Rügen (Meklemburgia-Pomorze Przednie) - Bergheim (Nadrenia Północna-Westfalia) - Bergisch Gladbach (Nadrenia Północna-Westfalia) - Bergkamen (Nadrenia Północna-Westfalia) - Bergneustadt (Nadrenia Północna-Westfalia) - Berlin (Berlin) - Bernau bei Berlin (Brandenburgia) - Bernburg (Saksonia-Anhalt) - Bernkastel-Kues (Nadrenia-Palatynat) - Bernsdorf (Saksonia) - Bernstadt auf dem Eigen (Saksonia) - Bersenbrück (Dolna Saksonia) - Besigheim (Badenia-Wirtembergia) - Betzdorf (Nadrenia-Palatynat) - Betzenstein (Bawaria) - Beverungen (Nadrenia Północna-Westfalia) - Bexbach (Saara) - Biberach an der Riß (Badenia-Wirtembergia) - Biedenkopf (Hesja) - Bielefeld (Nadrenia Północna-Westfalia) - Biesenthal (Brandenburgia) - Bietigheim-Bissingen (Badenia-Wirtembergia) - Billerbeck (Nadrenia Północna-Westfalia) - Bingen am Rhein (Nadrenia-Palatynat) - Birkenfeld (Nadrenia-Palatynat) - Bischofsheim in der Rhön (Bawaria) - Bischofswerda (Saksonia) - Bismark (Stara Marchia) (Saksonia-Anhalt) - Bitburg (Nadrenia-Palatynat) - Bitterfeld-Wolfen (Saksonia-Anhalt) - Blankenburg (Harz) (Saksonia-Anhalt) - Blankenhain (Turyngia) | - Blaubeuren (Badenia-Wirtembergia) - Blaustein (Badenia-Wirtembergia) - Bleckede (Dolna Saksonia) - Bleicherode (Turyngia) - Blieskastel (Saara) - Blomberg (Nadrenia Północna-Westfalia) - Blumberg (Badenia-Wirtembergia) - Bobingen (Bawaria) - Böblingen (Badenia-Wirtembergia) - Bocholt (Nadrenia Północna-Westfalia) - Bochum (Nadrenia Północna-Westfalia) - Bockenem (Dolna Saksonia) - Bodenwerder (Dolna Saksonia) - Bogen (Bawaria) - Böhlen (Saksonia) - Boizenburg/Elbe (Meklemburgia-Pomorze Przednie) - Bonn (Nadrenia Północna-Westfalia) - Bonndorf im Schwarzwald (Badenia-Wirtembergia) - Bönnigheim (Badenia-Wirtembergia) - Bopfingen (Badenia-Wirtembergia) - Boppard (Nadrenia-Palatynat) - Borgentreich (Nadrenia Północna-Westfalia) - Borgholzhausen (Nadrenia Północna-Westfalia) - Borken (Nadrenia Północna-Westfalia) - Borken (Hessen) (Hesja) - Borkum (Dolna Saksonia) - Borna (Saksonia) - Bornheim (Nadrenia Północna-Westfalia) - Bottrop (Nadrenia Północna-Westfalia) - Boxberg (Badenia-Wirtembergia) - Brackenheim (Badenia-Wirtembergia) - Brake (Dolna Saksonia) - Brakel (Nadrenia Północna-Westfalia) - Bramsche (Dolna Saksonia) - Brandenburg an der Havel (Brandenburgia) - Brand-Erbisdorf (Saksonia) - Brandis (Saksonia) - Braubach (Nadrenia-Palatynat) - Braunfels (Hesja) - Braunlage (Dolna Saksonia) - Bräunlingen (Badenia-Wirtembergia) - Braunsbedra (Saksonia-Anhalt) - Breckerfeld (Nadrenia Północna-Westfalia) - Bredstedt (Szlezwik-Holsztyn) - Breisach am Rhein (Badenia-Wirtembergia) - Brema Bremen (Brema) - Bremerhaven (Brema) - Bremervörde (Dolna Saksonia) - Bretten (Badenia-Wirtembergia) - Breuberg (Hesja) - Brilon (Nadrenia Północna-Westfalia) - Brotterode-Trusetal (Turyngia) - Bruchköbel (Hesja) - Bruchsal (Badenia-Wirtembergia) - Brück (Brandenburgia) - Brüel (Meklemburgia-Pomorze Przednie) - Brühl (Nadrenia Północna-Westfalia) - Brunsbüttel (Szlezwik-Holsztyn) - Brunszwik Braunschweig (Dolna Saksonia) - Brüssow (Brandenburgia) - Buchen (Odenwald) (Badenia-Wirtembergia) - Buchholz in der Nordheide (Dolna Saksonia) - Buchloe (Bawaria) - Bückeburg (Dolna Saksonia) - Buckow (Märkische Schweiz) (Brandenburgia) - Büdelsdorf (Szlezwik-Holsztyn) - Büdingen (Hesja) - Budziszyn Bautzen (Saksonia) - Bühl (Badenia-Wirtembergia) - Bünde (Nadrenia Północna-Westfalia) - Büren (Nadrenia Północna-Westfalia) - Burg (Saksonia-Anhalt) - Burgau (Bawaria) - Burgbernheim (Bawaria) - Burgdorf (Dolna Saksonia) - Bürgel (Turyngia) - Burghausen (Bawaria) - Burgkunstadt (Bawaria) - Burglengenfeld (Bawaria) - Burgstädt (Saksonia) - Burg Stargard (Meklemburgia-Pomorze Przednie) - Burgwedel (Dolna Saksonia) - Burladingen (Badenia-Wirtembergia) - Burscheid (Nadrenia Północna-Westfalia) - Bürstadt (Hesja) - Butzbach (Hesja) - Bützow (Meklemburgia-Pomorze Przednie) - Buxtehude (Dolna Saksonia) |

A B C D E F G H I J K L M N O P Q R S T U V W X Z

### C
| - Calau (Brandenburgia) - Calbe (Saale) (Saksonia-Anhalt) - Calw (Badenia-Wirtembergia) - Castrop-Rauxel (Nadrenia Północna-Westfalia) - Celle (Dolna Saksonia) - Cham (Bawaria) - Chemnitz (Saksonia) - Chociebuż Cottbus (Brandenburgia) | - Clausthal-Zellerfeld (Dolna Saksonia) - Clingen (Turyngia) - Cloppenburg (Dolna Saksonia) - Coburg (Bawaria) - Cochem (Nadrenia-Palatynat) - Coesfeld (Nadrenia Północna-Westfalia) - Colditz (Saksonia) - Coswig (Saksonia) | - Coswig (Anhalt) (Saksonia-Anhalt) - Crailsheim (Badenia-Wirtembergia) - Creglingen (Badenia-Wirtembergia) - Creußen (Bawaria) - Crimmitschau (Saksonia) - Crivitz (Meklemburgia-Pomorze Przednie) - Cuxhaven (Dolna Saksonia) |

A B C D E F G H I J K L M N O P Q R S T U V W X Z

### D
| - Dachau (Bawaria) - Dahlen (Saksonia) - Dahme/Mark (Brandenburgia) - Dahn (Nadrenia-Palatynat) - Damme (Dolna Saksonia) - Dannenberg (Elbe) (Dolna Saksonia) - Dargun (Meklemburgia-Pomorze Przednie) - Darmstadt (Hesja) - Dassel (Dolna Saksonia) - Dassow (Meklemburgia-Pomorze Przednie) - Datteln (Nadrenia Północna-Westfalia) - Daun (Nadrenia-Palatynat) - Deggendorf (Bawaria) - Deidesheim (Nadrenia-Palatynat) - Delbrück (Nadrenia Północna-Westfalia) - Delitzsch (Saksonia) - Delmenhorst (Dolna Saksonia) - Demmin (Meklemburgia-Pomorze Przednie) - Dessau-Roßlau (Saksonia-Anhalt) - Detmold (Nadrenia Północna-Westfalia) - Dettelbach (Bawaria) - Dieburg (Hesja) | - Diemelstadt (Hesja) - Diepholz (Dolna Saksonia) - Dierdorf (Nadrenia-Palatynat) - Dietenheim (Badenia-Wirtembergia) - Dietfurt an der Altmühl (Bawaria) - Dietzenbach (Hesja) - Diez (Nadrenia-Palatynat) - Dillenburg (Hesja) - Dillingen an der Donau (Bawaria) - Dillingen/Saar (Saara) - Dingelstädt (Turyngia) - Dingolfing (Bawaria) - Dinkelsbühl (Bawaria) - Dinklage (Dolna Saksonia) - Dinslaken (Nadrenia Północna-Westfalia) - Dippoldiswalde (Saksonia) - Dissen am Teutoburger Wald (Dolna Saksonia) - Ditzingen (Badenia-Wirtembergia) - Döbeln (Saksonia) - Doberlug-Kirchhain (Brandenburgia) - Döbern (Brandenburgia) - Dohna (Saksonia) - Dömitz (Meklemburgia-Pomorze Przednie) | - Dommitzsch (Saksonia) - Donaueschingen (Badenia-Wirtembergia) - Donauwörth (Bawaria) - Donzdorf (Badenia-Wirtembergia) - Dorfen (Bawaria) - Dormagen (Nadrenia Północna-Westfalia) - Dornburg-Camburg (Turyngia) - Dornhan (Badenia-Wirtembergia) - Dornstetten (Badenia-Wirtembergia) - Dorsten (Nadrenia Północna-Westfalia) - Dortmund (Nadrenia Północna-Westfalia) - Dransfeld (Dolna Saksonia) - Drebkau (Brandenburgia) - Dreieich (Hesja) - Drensteinfurt (Nadrenia Północna-Westfalia) - Drezno Dresden (Saksonia) - Drolshagen (Nadrenia Północna-Westfalia) - Duderstadt (Dolna Saksonia) - Duisburg (Nadrenia Północna-Westfalia) - Dülmen (Nadrenia Północna-Westfalia) - Düren (Nadrenia Północna-Westfalia) - Düsseldorf (Nadrenia Północna-Westfalia) |

A B C D E F G H I J K L M N O P Q R S T U V W X Z

### E
| - Ebeleben (Turyngia) - Eberbach (Badenia-Wirtembergia) - Ebermannstadt (Bawaria) - Ebern (Bawaria) - Ebersbach an der Fils (Badenia-Wirtembergia) - Ebersbach-Neugersdorf (Saksonia) - Ebersberg (Bawaria) - Eberswalde (Brandenburgia) - Eckartsberga (Saksonia-Anhalt) - Eckernförde (Szlezwik-Holsztyn) - Edenkoben (Nadrenia-Palatynat) - Egeln (Saksonia-Anhalt) - Eggenfelden (Bawaria) - Eggesin (Meklemburgia-Pomorze Przednie) - Ehingen (Donau) (Badenia-Wirtembergia) - Ehrenfriedersdorf (Saksonia) - Eibelstadt (Bawaria) - Eibenstock (Saksonia) - Eichstätt (Bawaria) - Eilenburg (Saksonia) - Einbeck (Dolna Saksonia) - Eisenach (Turyngia) - Eisenberg (Turyngia) - Eisenberg (Pfalz) (Nadrenia-Palatynat) - Eisenhüttenstadt (Brandenburgia) - Eisfeld (Turyngia) - Eisleben (Saksonia-Anhalt) | - Eislingen/Fils (Badenia-Wirtembergia) - Ellingen (Bawaria) - Ellrich (Turyngia) - Ellwangen (Jagst) (Badenia-Wirtembergia) - Elmshorn (Szlezwik-Holsztyn) - Elsdorf (Nadrenia Północna-Westfalia) - Elsfleth (Dolna Saksonia) - Elsterberg (Saksonia) - Elsterwerda (Brandenburgia) - Elstra (Saksonia) - Elterlein (Saksonia) - Eltmann (Bawaria) - Eltville am Rhein (Hesja) - Elzach (Badenia-Wirtembergia) - Elze (Dolna Saksonia) - Emden (Dolna Saksonia) - Emmelshausen (Nadrenia-Palatynat) - Emmendingen (Badenia-Wirtembergia) - Emmerich am Rhein (Nadrenia Północna-Westfalia) - Emsdetten (Nadrenia Północna-Westfalia) - Endingen am Kaiserstuhl (Badenia-Wirtembergia) - Engen (Badenia-Wirtembergia) - Enger (Nadrenia Północna-Westfalia) - Ennepetal (Nadrenia Północna-Westfalia) - Ennigerloh (Nadrenia Północna-Westfalia) - Eppelheim (Badenia-Wirtembergia) - Eppingen (Badenia-Wirtembergia) | - Eppstein (Hesja) - Erbach (Badenia-Wirtembergia) - Erbach (Hesja) - Erbendorf (Bawaria) - Erding (Bawaria) - Erftstadt (Nadrenia Północna-Westfalia) - Erfurt (Turyngia) - Erkelenz (Nadrenia Północna-Westfalia) - Erkner (Brandenburgia) - Erkrath (Nadrenia Północna-Westfalia) - Erlangen (Bawaria) - Erlenbach am Main (Bawaria) - Erwitte (Nadrenia Północna-Westfalia) - Eschborn (Hesja) - Eschenbach in der Oberpfalz (Bawaria) - Eschershausen (Dolna Saksonia) - Eschwege (Hesja) - Eschweiler (Nadrenia Północna-Westfalia) - Esens (Dolna Saksonia) - Espelkamp (Nadrenia Północna-Westfalia) - Essen (Nadrenia Północna-Westfalia) - Esslingen am Neckar (Badenia-Wirtembergia) - Ettenheim (Badenia-Wirtembergia) - Ettlingen (Badenia-Wirtembergia) - Euskirchen (Nadrenia Północna-Westfalia) - Eutin (Szlezwik-Holsztyn) |

A B C D E F G H I J K L M N O P Q R S T U V W X Z

### F
| - Falkenberg/Elster (Brandenburgia) - Falkensee (Brandenburgia) - Falkenstein/Harz (Saksonia-Anhalt) - Falkenstein/Vogtl. (Saksonia) - Fehmarn (Szlezwik-Holsztyn) - Fellbach (Badenia-Wirtembergia) - Felsberg (Hesja) - Feuchtwangen (Bawaria) - Filderstadt (Badenia-Wirtembergia) - Finsterwalde (Brandenburgia) - Fladungen (Bawaria) - Flensburg (Szlezwik-Holsztyn) - Flöha (Saksonia) - Flörsheim am Main (Hesja) - Florstadt (Hesja) - Forchheim (Bawaria) - Forchtenberg (Badenia-Wirtembergia) - Forst (Lausitz) (Brandenburgia) - Frankenau (Hesja) - Frankenberg (Eder) (Hesja) - Frankenberg/Sa. (Saksonia) - Frankenthal (Pfalz) (Nadrenia-Palatynat) - Frankfurt nad Menem Frankfurt am Main (Hesja) | - Frankfurt nad Odrą Frankfurt (Oder) (Brandenburgia) - Franzburg (Meklemburgia-Pomorze Przednie) - Frauenstein (Saksonia) - Frechen (Nadrenia Północna-Westfalia) - Freiberg am Neckar (Badenia-Wirtembergia) - Freiberg (Saksonia) - Freilassing (Bawaria) - Freinsheim (Nadrenia-Palatynat) - Freising (Bawaria) - Freital (Saksonia) - Freren (Dolna Saksonia) - Freudenberg (Badenia-Wirtembergia) - Freudenberg (Nadrenia Północna-Westfalia) - Freudenstadt (Badenia-Wirtembergia) - Freyburg (Unstrut) (Saksonia-Anhalt) - Freystadt (Bawaria) - Freyung (Bawaria) - Fridingen an der Donau (Badenia-Wirtembergia) - Friedberg (Bawaria) - Friedberg (Hessen) (Hesja) - Friedland (Meklemburgia-Pomorze Przednie) - Friedland (Brandenburgia) | - Friedrichroda (Turyngia) - Friedrichsdorf (Hesja) - Friedrichshafen (Badenia-Wirtembergia) - Friedrichstadt (Szlezwik-Holsztyn) - Friedrichsthal (Saara) - Friesack (Brandenburgia) - Friesoythe (Dolna Saksonia) - Fritzlar (Hesja) - Frohburg (Saksonia) - Fröndenberg/Ruhr (Nadrenia Północna-Westfalia) - Fryburg Bryzgowijski Freiburg im Breisgau (Badenia-Wirtembergia) - Fulda (Hesja) - Fürstenau (Dolna Saksonia) - Fürstenberg/Havel (Brandenburgia) - Fürstenfeldbruck (Bawaria) - Fürstenwalde/Spree (Brandenburgia) - Fürth (Bawaria) - Furth im Wald (Bawaria) - Furtwangen im Schwarzwald (Badenia-Wirtembergia) - Füssen (Bawaria) |

A B C D E F G H I J K L M N O P Q R S T U V W X Z

### G
| - Gadebusch (Meklemburgia-Pomorze Przednie) - Gaggenau (Badenia-Wirtembergia) - Gaildorf (Badenia-Wirtembergia) - Gammertingen (Badenia-Wirtembergia) - Garbsen (Dolna Saksonia) - Garching bei München (Bawaria) - Gardelegen (Saksonia-Anhalt) - Garding (Szlezwik-Holsztyn) - Gartz (Oder) (Brandenburgia) - Garz (Meklemburgia-Pomorze Przednie) - Gau-Algesheim (Nadrenia-Palatynat) - Gebesee (Turyngia) - Gedern (Hesja) - Geesthacht (Szlezwik-Holsztyn) - Geestland (Dolna Saksonia) - Gefell (Turyngia) - Gefrees (Bawaria) - Gehrden (Dolna Saksonia) - Geilenkirchen (Nadrenia Północna-Westfalia) - Geisa (Turyngia) - Geiselhöring (Bawaria) - Geisenfeld (Bawaria) - Geisenheim (Hesja) - Geisingen (Badenia-Wirtembergia) - Geislingen (Badenia-Wirtembergia) - Geislingen an der Steige (Badenia-Wirtembergia) - Geithain (Saksonia) - Geldern (Nadrenia Północna-Westfalia) - Gelnhausen (Hesja) - Gelsenkirchen (Nadrenia Północna-Westfalia) - Gemünden am Main (Bawaria) - Gemünden (Wohra) (Hesja) - Gengenbach (Badenia-Wirtembergia) - Genthin (Saksonia-Anhalt) - Georgsmarienhütte (Dolna Saksonia) - Gera (Turyngia) - Gerabronn (Badenia-Wirtembergia) - Gerbstedt (Saksonia-Anhalt) - Geretsried (Bawaria) - Geringswalde (Saksonia) - Gerlingen (Badenia-Wirtembergia) - Germering (Bawaria) - Germersheim (Nadrenia-Palatynat) | - Gernsbach (Badenia-Wirtembergia) - Gernsheim (Hesja) - Gerolstein (Nadrenia-Palatynat) - Gerolzhofen (Bawaria) - Gersfeld (Rhön) (Hesja) - Gersthofen (Bawaria) - Gescher (Nadrenia Północna-Westfalia) - Geseke (Nadrenia Północna-Westfalia) - Getynga Göttingen (Dolna Saksonia) - Gevelsberg (Nadrenia Północna-Westfalia) - Geyer (Saksonia) - Giengen an der Brenz (Badenia-Wirtembergia) - Gießen (Hesja) - Gifhorn (Dolna Saksonia) - Ginsheim-Gustavsburg (Hesja) - Gladbeck (Nadrenia Północna-Westfalia) - Gladenbach (Hesja) - Glashütte (Saksonia) - Glauchau (Saksonia) - Glinde (Szlezwik-Holsztyn) - Glücksburg (Ostsee) (Szlezwik-Holsztyn) - Glückstadt (Szlezwik-Holsztyn) - Gnoien (Meklemburgia-Pomorze Przednie) - Goch (Nadrenia Północna-Westfalia) - Goldberg (Meklemburgia-Pomorze Przednie) - Goldkronach (Bawaria) - Golßen (Brandenburgia) - Gommern (Saksonia-Anhalt) - Göppingen (Badenia-Wirtembergia) - Görlitz (Saksonia) - Goslar (Dolna Saksonia) - Gößnitz (Turyngia) - Gotha (Turyngia) - Grabow (Meklemburgia-Pomorze Przednie) - Grafenau (Bawaria) - Gräfenberg (Bawaria) - Gräfenhainichen (Saksonia-Anhalt) - Gräfenthal (Turyngia) - Grafenwöhr (Bawaria) - Grafing bei München (Bawaria) - Gransee (Brandenburgia) - Grebenau (Hesja) - Grebenstein (Hesja) - Greding (Bawaria) | - Greifswald (Meklemburgia-Pomorze Przednie) - Greiz (Turyngia) - Greußen (Turyngia) - Greven (Nadrenia Północna-Westfalia) - Grevenbroich (Nadrenia Północna-Westfalia) - Grevesmühlen (Meklemburgia-Pomorze Przednie) - Griesheim (Hesja) - Grimma (Saksonia) - Grimmen (Meklemburgia-Pomorze Przednie) - Gröditz (Saksonia) - Groitzsch (Saksonia) - Gronau (Leine) (Dolna Saksonia) - Gronau (Westf.) (Nadrenia Północna-Westfalia) - Gröningen (Saksonia-Anhalt) - Großalmerode (Hesja) - Groß-Bieberau (Hesja) - Großbottwar (Badenia-Wirtembergia) - Großbreitenbach (Turyngia) - Großenehrich (Turyngia) - Großenhain (Saksonia) - Groß-Gerau (Hesja) - Großräschen (Brandenburgia) - Großröhrsdorf (Saksonia) - Großschirma (Saksonia) - Groß-Umstadt (Hesja) - Grünberg (Hesja) - Grünhain-Beierfeld (Saksonia) - Grünsfeld (Badenia-Wirtembergia) - Grünstadt (Nadrenia-Palatynat) - Guben (Brandenburgia) - Gudensberg (Hesja) - Güglingen (Badenia-Wirtembergia) - Gummersbach (Nadrenia Północna-Westfalia) - Gundelfingen an der Donau (Bawaria) - Gundelsheim (Badenia-Wirtembergia) - Günzburg (Bawaria) - Gunzenhausen (Bawaria) - Güsten (Saksonia-Anhalt) - Güstrow (Meklemburgia-Pomorze Przednie) - Gütersloh (Nadrenia Północna-Westfalia) - Gützkow (Meklemburgia-Pomorze Przednie) |

A B C D E F G H I J K L M N O P Q R S T U V W X Z

### H
| - Haan (Nadrenia Północna-Westfalia) - Hachenburg (Nadrenia-Palatynat) - Hadamar (Hesja) - Hagen (Nadrenia Północna-Westfalia) - Hagenbach (Nadrenia-Palatynat) - Hagenow (Meklemburgia-Pomorze Przednie) - Haiger (Hesja) - Haigerloch (Badenia-Wirtembergia) - Hainichen (Saksonia) - Haiterbach (Badenia-Wirtembergia) - Halberstadt (Saksonia-Anhalt) - Haldensleben (Saksonia-Anhalt) - Halle (Westf.) (Nadrenia Północna-Westfalia) - Halle (Saale) (Saksonia-Anhalt) - Hallenberg (Nadrenia Północna-Westfalia) - Hallstadt (Bawaria) - Haltern am See (Nadrenia Północna-Westfalia) - Halver (Nadrenia Północna-Westfalia) - Hamburg (Hamburg) - Hameln (Dolna Saksonia) - Hamm (Nadrenia Północna-Westfalia) - Hammelburg (Bawaria) - Hamminkeln (Nadrenia Północna-Westfalia) - Hanau (Hesja) - Hann. Münden (Dolna Saksonia) - Hanower Hannover (Dolna Saksonia) - Harburg (Bawaria) - Hardegsen (Dolna Saksonia) - Haren (Ems) (Dolna Saksonia) - Harsewinkel (Nadrenia Północna-Westfalia) - Hartenstein (Saksonia) - Hartha (Saksonia) - Harzgerode (Saksonia-Anhalt) - Haselünne (Dolna Saksonia) - Haslach im Kinzigtal (Badenia-Wirtembergia) - Haßfurt (Bawaria) - Hattersheim am Main (Hesja) - Hattingen (Nadrenia Północna-Westfalia) - Hatzfeld (Eder) (Hesja) - Hausach (Badenia-Wirtembergia) - Hauzenberg (Bawaria) - Havelberg (Saksonia-Anhalt) - Havelsee (Brandenburgia) - Hayingen (Badenia-Wirtembergia) - Hechingen (Badenia-Wirtembergia) - Hecklingen (Saksonia-Anhalt) - Heide (Szlezwik-Holsztyn) - Heideck (Bawaria) | - Heidelberg (Badenia-Wirtembergia) - Heidenau (Saksonia) - Heidenheim an der Brenz (Badenia-Wirtembergia) - Heilbad Heiligenstadt (Turyngia) - Heilbronn (Badenia-Wirtembergia) - Heiligenhafen (Szlezwik-Holsztyn) - Heiligenhaus (Nadrenia Północna-Westfalia) - Heilsbronn (Bawaria) - Heimbach (Nadrenia Północna-Westfalia) - Heimsheim (Badenia-Wirtembergia) - Heinsberg (Nadrenia Północna-Westfalia) - Heitersheim (Badenia-Wirtembergia) - Heldburg (Turyngia) - Helmbrechts (Bawaria) - Helmstedt (Dolna Saksonia) - Hemau (Bawaria) - Hemer (Nadrenia Północna-Westfalia) - Hemmingen (Dolna Saksonia) - Hemmoor (Dolna Saksonia) - Hemsbach (Badenia-Wirtembergia) - Hennef (Sieg) (Nadrenia Północna-Westfalia) - Hennigsdorf (Brandenburgia) - Heppenheim (Bergstraße) (Hesja) - Herbolzheim (Badenia-Wirtembergia) - Herborn (Hesja) - Herbrechtingen (Badenia-Wirtembergia) - Herbstein (Hesja) - Herdecke (Nadrenia Północna-Westfalia) - Herdorf (Nadrenia-Palatynat) - Herford (Nadrenia Północna-Westfalia) - Heringen/Helme (Turyngia) - Heringen (Werra) (Hesja) - Hermeskeil (Nadrenia-Palatynat) - Hermsdorf (Turyngia) - Herne (Nadrenia Północna-Westfalia) - Herrenberg (Badenia-Wirtembergia) - Herrieden (Bawaria) - Herrnhut (Saksonia) - Hersbruck (Bawaria) - Herten (Nadrenia Północna-Westfalia) - Herzberg am Harz (Dolna Saksonia) - Herzberg (Elster) (Brandenburgia) - Herzogenaurach (Bawaria) - Herzogenrath (Nadrenia Północna-Westfalia) - Hessisch Lichtenau (Hesja) - Hessisch Oldendorf (Dolna Saksonia) - Hettingen (Badenia-Wirtembergia) - Hettstedt (Saksonia-Anhalt) - Heubach (Badenia-Wirtembergia) - Heusenstamm (Hesja) | - Hilchenbach (Nadrenia Północna-Westfalia) - Hildburghausen (Turyngia) - Hilden (Nadrenia Północna-Westfalia) - Hildesheim (Dolna Saksonia) - Hillesheim (Nadrenia-Palatynat) - Hilpoltstein (Bawaria) - Hirschau (Bawaria) - Hirschberg (Turyngia) - Hirschhorn (Neckar) (Hesja) - Hitzacker (Elbe) (Dolna Saksonia) - Hochheim am Main (Hesja) - Höchstadt an der Aisch (Bawaria) - Höchstädt an der Donau (Bawaria) - Hockenheim (Badenia-Wirtembergia) - Hof (Bawaria) - Hofgeismar (Hesja) - Hofheim am Taunus (Hesja) - Hofheim in Unterfranken (Bawaria) - Hohenberg an der Eger (Bawaria) - Hohenleuben (Turyngia) - Hohenmölsen (Saksonia-Anhalt) - Hohen Neuendorf (Brandenburgia) - Hohenstein-Ernstthal (Saksonia) - Hohnstein (Saksonia) - Höhr-Grenzhausen (Nadrenia-Palatynat) - Hollfeld (Bawaria) - Holzgerlingen (Badenia-Wirtembergia) - Holzminden (Dolna Saksonia) - Homberg (Efze) (Hesja) - Homberg (Ohm) (Hesja) - Homburg (Saara) - Horb am Neckar (Badenia-Wirtembergia) - Hornbach (Nadrenia-Palatynat) - Horn-Bad Meinberg (Nadrenia Północna-Westfalia) - Hornberg (Badenia-Wirtembergia) - Hörstel (Nadrenia Północna-Westfalia) - Horstmar (Nadrenia Północna-Westfalia) - Höxter (Nadrenia Północna-Westfalia) - Hoya (Dolna Saksonia) - Hoyerswerda (Saksonia) - Hückelhoven (Nadrenia Północna-Westfalia) - Hückeswagen (Nadrenia Północna-Westfalia) - Hüfingen (Badenia-Wirtembergia) - Hünfeld (Hesja) - Hungen (Hesja) - Hürth (Nadrenia Północna-Westfalia) - Husum (Szlezwik-Holsztyn) |

A B C D E F G H I J K L M N O P Q R S T U V W X Z

### I
| - Ibbenbüren (Nadrenia Północna-Westfalia) - Ichenhausen (Bawaria) - Idar-Oberstein (Nadrenia-Palatynat) - Idstein (Hesja) - Illertissen (Bawaria) - Ilmenau (Turyngia) | - Ilsenburg (Harz) (Saksonia-Anhalt) - Ilshofen (Badenia-Wirtembergia) - Immenhausen (Hesja) - Immenstadt im Allgäu (Bawaria) - Ingelfingen (Badenia-Wirtembergia) - Ingelheim am Rhein (Nadrenia-Palatynat) | - Ingolstadt (Bawaria) - Iphofen (Bawaria) - Iserlohn (Nadrenia Północna-Westfalia) - Isny im Allgäu (Badenia-Wirtembergia) - Isselburg (Nadrenia Północna-Westfalia) - Itzehoe (Szlezwik-Holsztyn) |

A B C D E F G H I J K L M N O P Q R S T U V W X Z

### J
| - Jarmen (Meklemburgia-Pomorze Przednie) - Jena (Turyngia) - Jerichow (Saksonia-Anhalt) - Jessen (Elster) (Saksonia-Anhalt) | - Jever (Dolna Saksonia) - Joachimsthal (Brandenburgia) - Johanngeorgenstadt (Saksonia) | - Jöhstadt (Saksonia) - Jüchen (Nadrenia Północna-Westfalia) - Jülich (Nadrenia Północna-Westfalia) - Jüterbog (Brandenburgia) |

A B C D E F G H I J K L M N O P Q R S T U V W X Z

### K
| - Kaarst (Nadrenia Północna-Westfalia) - Kahla (Turyngia) - Kaisersesch (Nadrenia-Palatynat) - Kaiserslautern (Nadrenia-Palatynat) - Kalbe (Milde) (Saksonia-Anhalt) - Kalkar (Nadrenia Północna-Westfalia) - Kaltenkirchen (Szlezwik-Holsztyn) - Kaltennordheim (Turyngia) - Kamen (Nadrenia Północna-Westfalia) - Kamenz (Saksonia) - Kamp-Lintfort (Nadrenia Północna-Westfalia) - Kandel (Nadrenia-Palatynat) - Kandern (Badenia-Wirtembergia) - Kappeln (Szlezwik-Holsztyn) - Karben (Hesja) - Karlsruhe (Badenia-Wirtembergia) - Karlstadt (Bawaria) - Kassel (Hesja) - Kastellaun (Nadrenia-Palatynat) - Katzenelnbogen (Nadrenia-Palatynat) - Kaub (Nadrenia-Palatynat) - Kaufbeuren (Bawaria) - Kehl (Badenia-Wirtembergia) - Kelbra (Kyffhäuser) (Saksonia-Anhalt) - Kelheim (Bawaria) - Kelkheim (Taunus) (Hesja) - Kellinghusen (Szlezwik-Holsztyn) - Kelsterbach (Hesja) - Kemberg (Saksonia-Anhalt) - Kemnath (Bawaria) - Kempen (Nadrenia Północna-Westfalia) - Kempten (Allgäu) (Bawaria) - Kenzingen (Badenia-Wirtembergia) - Kerpen (Nadrenia Północna-Westfalia) | - Ketzin/Havel (Brandenburgia) - Kevelaer (Nadrenia Północna-Westfalia) - Kierspe (Nadrenia Północna-Westfalia) - Kilonia Kiel (Szlezwik-Holsztyn) - Kirchberg (Saksonia) - Kirchberg an der Jagst (Badenia-Wirtembergia) - Kirchberg (Hunsrück) (Nadrenia-Palatynat) - Kirchen (Sieg) (Nadrenia-Palatynat) - Kirchenlamitz (Bawaria) - Kirchhain (Hesja) - Kirchheimbolanden (Nadrenia-Palatynat) - Kirchheim unter Teck (Badenia-Wirtembergia) - Kirn (Nadrenia-Palatynat) - Kirtorf (Hesja) - Kitzingen (Bawaria) - Kitzscher (Saksonia) - Kleve (Nadrenia Północna-Westfalia) - Klingenberg am Main (Bawaria) - Klingenthal (Saksonia) - Klötze (Saksonia-Anhalt) - Klütz (Meklemburgia-Pomorze Przednie) - Knittlingen (Badenia-Wirtembergia) - Koblencja Koblenz (Nadrenia-Palatynat) - Kolbermoor (Bawaria) - Kölleda (Turyngia) - Kolonia Köln (Nadrenia Północna-Westfalia) - Königsberg in Bayern (Bawaria) - Königsbrück (Saksonia) - Königsbrunn (Bawaria) - Königsee (Turyngia) - Königslutter am Elm (Dolna Saksonia) - Königstein im Taunus (Hesja) | - Königstein/Sächsische Schweiz (Saksonia) - Königswinter (Nadrenia Północna-Westfalia) - Königs Wusterhausen (Brandenburgia) - Könnern (Saksonia-Anhalt) - Konstancja (Badenia-Wirtembergia) - Konz (Nadrenia-Palatynat) - Korbach (Hesja) - Korntal-Münchingen (Badenia-Wirtembergia) - Kornwestheim (Badenia-Wirtembergia) - Korschenbroich (Nadrenia Północna-Westfalia) - Köthen (Anhalt) (Saksonia-Anhalt) - Kraichtal (Badenia-Wirtembergia) - Krakow am See (Meklemburgia-Pomorze Przednie) - Kranichfeld (Turyngia) - Krautheim (Badenia-Wirtembergia) - Krefeld (Nadrenia Północna-Westfalia) - Kremmen (Brandenburgia) - Krempe (Szlezwik-Holsztyn) - Kreuztal (Nadrenia Północna-Westfalia) - Kronach (Bawaria) - Kronberg im Taunus (Hesja) - Kröpelin (Meklemburgia-Pomorze Przednie) - Kroppenstedt (Saksonia-Anhalt) - Krumbach (Bawaria) - Kühlungsborn (Meklemburgia-Pomorze Przednie) - Kulmbach (Bawaria) - Külsheim (Badenia-Wirtembergia) - Künzelsau (Badenia-Wirtembergia) - Kupferberg (Bawaria) - Kuppenheim (Badenia-Wirtembergia) - Kusel (Nadrenia-Palatynat) - Kyllburg (Nadrenia-Palatynat) - Kyritz (Brandenburgia) |

A B C D E F G H I J K L M N O P Q R S T U V W X Z

### L
| - Laage (Meklemburgia-Pomorze Przednie) - Laatzen (Dolna Saksonia) - Ladenburg (Badenia-Wirtembergia) - Lage (Nadrenia Północna-Westfalia) - Lahnstein (Nadrenia-Palatynat) - Lahr/Schwarzwald (Badenia-Wirtembergia) - Laichingen (Badenia-Wirtembergia) - Lambrecht (Pfalz) (Nadrenia-Palatynat) - Lampertheim (Hesja) - Landau an der Isar (Bawaria) - Landau in der Pfalz (Nadrenia-Palatynat) - Landsberg am Lech (Bawaria) - Landsberg (Saksonia-Anhalt) - Landshut (Bawaria) - Landstuhl (Nadrenia-Palatynat) - Langelsheim (Dolna Saksonia) - Langen (Hesja) - Langenau (Badenia-Wirtembergia) - Langenburg (Badenia-Wirtembergia) - Langenfeld (Rheinland) (Nadrenia Północna-Westfalia) - Langenhagen (Dolna Saksonia) - Langenselbold (Hesja) - Langenzenn (Bawaria) - Lassan (Meklemburgia-Pomorze Przednie) - Laubach (Hesja) - Laucha an der Unstrut (Saksonia-Anhalt) - Lauchhammer (Brandenburgia) - Lauchheim (Badenia-Wirtembergia) - Lauda-Königshofen (Badenia-Wirtembergia) - Lauenburg/Elbe (Szlezwik-Holsztyn) - Lauf an der Pegnitz (Bawaria) - Laufen (Bawaria) - Laufenburg (Baden) (Badenia-Wirtembergia) - Lauffen am Neckar (Badenia-Wirtembergia) - Lauingen (Donau) (Bawaria) - Laupheim (Badenia-Wirtembergia) - Lauscha (Turyngia) - Lauta (Saksonia) - Lauter-Bernsbach (Saksonia) - Lauterbach (Hesja) (Hesja) - Lauterecken (Nadrenia-Palatynat) - Lauterstein (Badenia-Wirtembergia) - Lebach (Saara) | - Lubusz Lebus (Brandenburgia) - Leer (Ostfriesland) (Dolna Saksonia) - Lehesten (Turyngia) - Lehrte (Dolna Saksonia) - Leichlingen (Rheinland) (Nadrenia Północna-Westfalia) - Leimen (Badenia-Wirtembergia) - Leinefelde-Worbis (Turyngia) - Leinfelden-Echterdingen (Badenia-Wirtembergia) - Leingarten (Badenia-Wirtembergia) - Leipheim (Bawaria) - Leisnig (Saksonia) - Lemgo (Nadrenia Północna-Westfalia) - Lengenfeld (Saksonia) - Lengerich (Nadrenia Północna-Westfalia) - Lennestadt (Nadrenia Północna-Westfalia) - Lenzen (Elbe) (Brandenburgia) - Leonberg (Badenia-Wirtembergia) - Leun (Hesja) - Leuna (Saksonia-Anhalt) - Leutenberg (Turyngia) - Leutershausen (Bawaria) - Leutkirch im Allgäu (Badenia-Wirtembergia) - Leverkusen (Nadrenia Północna-Westfalia) - Lich (Hesja) - Lichtenau (Badenia-Wirtembergia) - Lichtenau (Nadrenia Północna-Westfalia) - Lichtenberg (Bawaria) - Lichtenfels (Bawaria) - Lichtenfels (Hesja) - Lichtenstein/Sa. (Saksonia) - Liebenau (Hesja) - Liebenwalde (Brandenburgia) - Lieberose (Brandenburgia) - Liebstadt (Saksonia) - Limbach-Oberfrohna (Saksonia) - Limburg an der Lahn (Hesja) - Lindau (Bodensee) (Bawaria) - Linden (Hesja) - Lindenberg im Allgäu (Bawaria) - Lindenfels (Hesja) - Lindow (Mark) (Brandenburgia) - Lingen (Ems) (Dolna Saksonia) - Linnich (Nadrenia Północna-Westfalia) - Linz am Rhein (Nadrenia-Palatynat) | - Lipsk Leipzig (Saksonia) - Lippstadt (Nadrenia Północna-Westfalia) - Löbau (Saksonia) - Löffingen (Badenia-Wirtembergia) - Lohmar (Nadrenia Północna-Westfalia) - Lohne (Oldenburg) (Dolna Saksonia) - Löhne (Nadrenia Północna-Westfalia) - Lohr am Main (Bawaria) - Loitz (Meklemburgia-Pomorze Przednie) - Lollar (Hesja) - Lommatzsch (Saksonia) - Löningen (Dolna Saksonia) - Lorch (Badenia-Wirtembergia) - Lorch (Hesja) - Lörrach (Badenia-Wirtembergia) - Lorsch (Hesja) - Lößnitz (Saksonia) - Löwenstein (Badenia-Wirtembergia) - Lubin (Brandenburgia) - Lübbecke (Nadrenia Północna-Westfalia) - Lübbenau/Spreewald (Brandenburgia) - Lubeka Lübeck (Szlezwik-Holsztyn) - Lübtheen (Meklemburgia-Pomorze Przednie) - Lübz (Meklemburgia-Pomorze Przednie) - Lüchow (Wendland) (Dolna Saksonia) - Lucka (Turyngia) - Luckau (Brandenburgia) - Luckenwalde (Brandenburgia) - Lüdenscheid (Nadrenia Północna-Westfalia) - Lüdinghausen (Nadrenia Północna-Westfalia) - Ludwigsburg (Badenia-Wirtembergia) - Ludwigsfelde (Brandenburgia) - Ludwigshafen am Rhein (Nadrenia-Palatynat) - Ludwigslust (Meklemburgia-Pomorze Przednie) - Ludwigsstadt (Bawaria) - Lugau/Erzgeb. (Saksonia) - Lügde (Nadrenia Północna-Westfalia) - Lüneburg (Dolna Saksonia) - Lünen (Nadrenia Północna-Westfalia) - Lunzenau (Saksonia) - Lütjenburg (Szlezwik-Holsztyn) - Lützen (Saksonia-Anhalt) - Lychen (Brandenburgia) |

A B C D E F G H I J K L M N O P Q R S T U V W X Z

### M
| - Magdala (Turyngia) - Magdeburg (Saksonia-Anhalt) - Mahlberg (Badenia-Wirtembergia) - Mainbernheim (Bawaria) - Mainburg (Bawaria) - Maintal (Hesja) - Malchin (Meklemburgia-Pomorze Przednie) - Malchow (Meklemburgia-Pomorze Przednie) - Mannheim (Badenia-Wirtembergia) - Manderscheid (Nadrenia-Palatynat) - Mansfeld (Saksonia-Anhalt) - Marbach am Neckar (Badenia-Wirtembergia) - Marburg (Hesja) - Marienberg (Saksonia) - Marienmünster (Nadrenia Północna-Westfalia) - Markdorf (Badenia-Wirtembergia) - Markgröningen (Badenia-Wirtembergia) - Märkisch Buchholz (Brandenburgia) - Markkleeberg (Saksonia) - Markneukirchen (Saksonia) - Markranstädt (Saksonia) - Marktbreit (Bawaria) - Marktheidenfeld (Bawaria) - Marktleuthen (Bawaria) - Marktoberdorf (Bawaria) - Marktredwitz (Bawaria) - Marktsteft (Bawaria) - Marl (Nadrenia Północna-Westfalia) - Marlow (Meklemburgia-Pomorze Przednie) - Marne (Szlezwik-Holsztyn) - Marsberg (Nadrenia Północna-Westfalia) - Maulbronn (Badenia-Wirtembergia) - Maxhütte-Haidhof (Bawaria) - Mayen (Nadrenia-Palatynat) - Mechernich (Nadrenia Północna-Westfalia) - Meckenheim (Nadrenia Północna-Westfalia) - Medebach (Nadrenia Północna-Westfalia) - Meerane (Saksonia) | - Meerbusch (Nadrenia Północna-Westfalia) - Meersburg (Badenia-Wirtembergia) - Meinerzhagen (Nadrenia Północna-Westfalia) - Meiningen (Turyngia) - Meisenheim (Nadrenia-Palatynat) - Miśnia Meißen (Saksonia) - Meldorf (Szlezwik-Holsztyn) - Melle (Dolna Saksonia) - Mellrichstadt (Bawaria) - Melsungen (Hesja) - Memmingen (Bawaria) - Menden (Sauerland) (Nadrenia Północna-Westfalia) - Mendig (Nadrenia-Palatynat) - Mengen (Badenia-Wirtembergia) - Meppen (Dolna Saksonia) - Merkendorf (Bawaria) - Merseburg (Saksonia-Anhalt) - Merzig (Saara) - Meschede (Nadrenia Północna-Westfalia) - Meßkirch (Badenia-Wirtembergia) - Meßstetten (Badenia-Wirtembergia) - Mettmann (Nadrenia Północna-Westfalia) - Metzingen (Badenia-Wirtembergia) - Meuselwitz (Turyngia) - Meyenburg (Brandenburgia) - Michelstadt (Hesja) - Miesbach (Bawaria) - Miltenberg (Bawaria) - Mindelheim (Bawaria) - Minden (Nadrenia Północna-Westfalia) - Mirow (Meklemburgia-Pomorze Przednie) - Mittenwalde (Brandenburgia) - Mitterteich (Bawaria) - Mittweida (Saksonia) - Möckern (Saksonia-Anhalt) - Möckmühl (Badenia-Wirtembergia) - Moers (Nadrenia Północna-Westfalia) - Moguncja Mainz (Nadrenia-Palatynat) | - Mölln (Szlezwik-Holsztyn) - Monachium München (Bawaria) - Mönchengladbach (Nadrenia Północna-Westfalia) - Monheim (Bawaria) - Monheim am Rhein (Nadrenia Północna-Westfalia) - Monschau (Nadrenia Północna-Westfalia) - Montabaur (Nadrenia-Palatynat) - Moosburg an der Isar (Bawaria) - Mörfelden-Walldorf (Hesja) - Moringen (Dolna Saksonia) - Mosbach (Badenia-Wirtembergia) - Mössingen (Badenia-Wirtembergia) - Mücheln (Geiseltal) (Saksonia-Anhalt) - Mügeln (Saksonia) - Mühlacker (Badenia-Wirtembergia) - Mühlberg/Elbe (Brandenburgia) - Mühldorf am Inn (Bawaria) - Mühlhausen/Thüringen (Turyngia) - Mühlheim am Main (Hesja) - Mühlheim an der Donau (Badenia-Wirtembergia) - Mülheim an der Ruhr (Nadrenia Północna-Westfalia) - Mülheim-Kärlich (Nadrenia-Palatynat) - Müllheim im Markgräflerland (Badenia-Wirtembergia) - Müllrose (Brandenburgia) - Münchberg (Bawaria) - Müncheberg (Brandenburgia) - Münchenbernsdorf (Turyngia) - Munderkingen (Badenia-Wirtembergia) - Münnerstadt (Bawaria) - Münsingen (Badenia-Wirtembergia) - Munster (Dolna Saksonia) - Münster (Nadrenia Północna-Westfalia) - Münstermaifeld (Nadrenia-Palatynat) - Münzenberg (Hesja) - Murrhardt (Badenia-Wirtembergia) |

A B C D E F G H I J K L M N O P Q R S T U V W X Z

### N
| - Nabburg (Bawaria) - Nagold (Badenia-Wirtembergia) - Naila (Bawaria) - Nassau (Nadrenia-Palatynat) - Nastätten (Nadrenia-Palatynat) - Nauen (Brandenburgia) - Naumburg (Hesja) - Naumburg (Saale) (Saksonia-Anhalt) - Naunhof (Saksonia) - Nebra (Unstrut) (Saksonia-Anhalt) - Neckarbischofsheim (Badenia-Wirtembergia) - Neckargemünd (Badenia-Wirtembergia) - Neckarsteinach (Hesja) - Neckarsulm (Badenia-Wirtembergia) - Neresheim (Badenia-Wirtembergia) - Netphen (Nadrenia Północna-Westfalia) - Nettetal (Nadrenia Północna-Westfalia) - Netzschkau (Saksonia) - Neu-Anspach (Hesja) - Neubrandenburg (Meklemburgia-Pomorze Przednie) - Neubukow (Meklemburgia-Pomorze Przednie) - Neubulach (Badenia-Wirtembergia) - Neuburg an der Donau (Bawaria) - Neudenau (Badenia-Wirtembergia) - Neuenbürg (Badenia-Wirtembergia) - Neuenburg am Rhein (Badenia-Wirtembergia) - Neuenhaus (Dolna Saksonia) - Neuenrade (Nadrenia Północna-Westfalia) - Neuenstadt am Kocher (Badenia-Wirtembergia) - Neuenstein (Badenia-Wirtembergia) - Neuerburg (Nadrenia-Palatynat) - Neuffen (Badenia-Wirtembergia) | - Neuhaus am Rennweg (Turyngia) - Neu-Isenburg (Hesja) - Neukalen (Meklemburgia-Pomorze Przednie) - Neukirchen (Hesja) - Neukirchen-Vluyn (Nadrenia Północna-Westfalia) - Neukloster (Meklemburgia-Pomorze Przednie) - Neumark (Turyngia) - Neumarkt in der Oberpfalz (Bawaria) - Neumarkt-Sankt Veit (Bawaria) - Neumünster (Szlezwik-Holsztyn) - Neunburg vorm Wald (Bawaria) - Neunkirchen (Saara) - Neuötting (Bawaria) - Neuruppin (Brandenburgia) - Neusalza-Spremberg (Saksonia) - Neusäß (Bawaria) - Neuss (Nadrenia Północna-Westfalia) - Neustadt an der Aisch (Bawaria) - Neustadt an der Donau (Bawaria) - Neustadt an der Waldnaab (Bawaria) - Neustadt am Kulm (Bawaria) - Neustadt am Rübenberge (Nieders.) - Neustadt an der Orla (Turyngia) - Neustadt an der Weinstraße (Nadrenia-Palatynat) - Neustadt bei Coburg (Bawaria) - Neustadt (Dosse) (Brandenburgia) - Neustadt (Hessen) (Hesja) - Neustadt-Glewe (Meklemburgia-Pomorze Przednie) - Neustadt in Holstein (Szlezwik-Holsztyn) - Neustadt in Sachsen (Saksonia) - Neustrelitz (Meklemburgia-Pomorze Przednie) | - Neutraubling (Bawaria) - Neu-Ulm (Bawaria) - Neuwied (Nadrenia-Palatynat) - Nidda (Hesja) - Niddatal (Hesja) - Nidderau (Hesja) - Nideggen (Nadrenia Północna-Westfalia) - Niebüll (Szlezwik-Holsztyn) - Niedenstein (Hesja) - Niederkassel (Nadrenia Północna-Westfalia) - Niedernhall (Badenia-Wirtembergia) - Nieder-Olm (Nadrenia-Palatynat) - Niederstetten (Badenia-Wirtembergia) - Niederstotzingen (Baden-Württemb.) - Nieheim (Nadrenia Północna-Westfalia) - Niemegk (Brandenburgia) - Nienburg (Saale) (Saksonia-Anhalt) - Nienburg (Weser) (Dolna Saksonia) - Niska (Saksonia) - Nittenau (Bawaria) - Norden (Dolna Saksonia) - Nordenham (Dolna Saksonia) - Norderney (Dolna Saksonia) - Norderstedt (Szlezwik-Holsztyn) - Nordhausen (Turyngia) - Nordhorn (Dolna Saksonia) - Nördlingen (Bawaria) - Northeim (Dolna Saksonia) - Nortorf (Szlezwik-Holsztyn) - Norymberga Nürnberg (Bawaria) - Nossen (Saksonia) - Nottertal-Heilinger Höhen (Turyngia) - Nürtingen (Badenia-Wirtembergia) |

A B C D E F G H I J K L M N O P Q R S T U V W X Z

### O
| - Oberasbach (Bawaria) - Oberderdingen (Badenia-Wirtembergia) - Oberharz am Brocken (Saksonia-Anhalt) - Oberhausen (Nadrenia Północna-Westfalia) - Oberhof (Turyngia) - Oberkirch (Badenia-Wirtembergia) - Oberkochen (Badenia-Wirtembergia) - Oberlungwitz (Saksonia) - Obermoschel (Nadrenia-Palatynat) - Obernburg am Main (Bawaria) - Oberndorf am Neckar (Badenia-Wirtembergia) - Obernkirchen (Dolna Saksonia) - Ober-Ramstadt (Hesja) - Oberriexingen (Badenia-Wirtembergia) - Obertshausen (Hesja) - Oberursel (Taunus) (Hesja) - Oberviechtach (Bawaria) - Oberwesel (Nadrenia-Palatynat) - Oberwiesenthal, Kurort (Saksonia) - Ochsenfurt (Bawaria) - Ochsenhausen (Badenia-Wirtembergia) - Ochtrup (Nadrenia Północna-Westfalia) - Oderberg (Brandenburgia) - Oebisfelde-Weferlingen (Saksonia-Anhalt) - Oederan (Saksonia) | - Oelde (Nadrenia Północna-Westfalia) - Oelsnitz/Erzgeb. (Saksonia) - Oelsnitz/Vogtl. (Saksonia) - Oer-Erkenschwick (Nadrenia Północna-Westfalia) - Oerlinghausen (Nadrenia Północna-Westfalia) - Oestrich-Winkel (Hesja) - Oettingen in Bayern (Bawaria) - Offenbach am Main (Hesja) - Offenburg (Badenia-Wirtembergia) - Ohrdruf (Turyngia) - Öhringen (Badenia-Wirtembergia) - Olbernhau (Saksonia) - Olching (Bawaria) - Oldenburg (Dolna Saksonia) - Oldenburg in Holstein (Szlezwik-Holsztyn) - Olfen (Nadrenia Północna-Westfalia) - Olpe (Nadrenia Północna-Westfalia) - Olsberg (Nadrenia Północna-Westfalia) - Oppenau (Badenia-Wirtembergia) - Oppenheim (Nadrenia-Palatynat) - Oranienbaum-Wörlitz (Saksonia-Anhalt) - Oranienburg (Brandenburgia) - Orlamünde (Turyngia) | - Ornbau (Bawaria) - Ortenberg (Hesja) - Ortrand (Brandenburgia) - Oschatz (Saksonia) - Oschersleben (Bode) (Saksonia-Anhalt) - Osnabrück (Dolna Saksonia) - Osterburg (Altmark) (Saksonia-Anhalt) - Osterburken (Badenia-Wirtembergia) - Osterfeld (Saksonia-Anhalt) - Osterhofen (Bawaria) - Osterholz-Scharmbeck (Dolna Saksonia) - Osterode am Harz (Dolna Saksonia) - Osterwieck (Saksonia-Anhalt) - Ostfildern (Badenia-Wirtembergia) - Ostheim vor der Rhön (Bawaria) - Osthofen (Nadrenia-Palatynat) - Östringen (Badenia-Wirtembergia) - Ostritz (Saksonia) - Otterberg (Nadrenia-Palatynat) - Otterndorf (Dolna Saksonia) - Ottweiler (Saara) - Overath (Nadrenia Północna-Westfalia) - Owen (Badenia-Wirtembergia) |

A B C D E F G H I J K L M N O P Q R S T U V W X Z

### P
| - Paderborn (Nadrenia Północna-Westfalia) - Papenburg (Dolna Saksonia) - Pappenheim (Bawaria) - Parchim (Meklemburgia-Pomorze Przednie) - Parsberg (Bawaria) - Pasewalk (Meklemburgia-Pomorze Przednie) - Passau (Bawaria) - Pattensen (Dolna Saksonia) - Pausa-Mühltroff (Saksonia) - Pegau (Saksonia) - Pegnitz (Bawaria) - Peine (Dolna Saksonia) - Peitz (Brandenburgia) - Penig (Saksonia) - Penkun (Meklemburgia-Pomorze Przednie) - Penzberg (Bawaria) - Penzlin (Meklemburgia-Pomorze Przednie) - Perleberg (Brandenburgia) - Petershagen (Nadrenia Północna-Westfalia) - Pfaffenhofen an der Ilm (Bawaria) | - Pfarrkirchen (Bawaria) - Pforzheim (Badenia-Wirtembergia) - Pfreimd (Bawaria) - Pfullendorf (Badenia-Wirtembergia) - Pfullingen (Badenia-Wirtembergia) - Pfungstadt (Hesja) - Philippsburg (Badenia-Wirtembergia) - Pinneberg (Szlezwik-Holsztyn) - Pirmasens (Nadrenia-Palatynat) - Pirna (Saksonia) - Plattling (Bawaria) - Plau am See (Meklemburgia-Pomorze Przednie) - Plaue (Turyngia) - Plauen (Saksonia) - Plettenberg (Nadrenia Północna-Westfalia) - Pleystein (Bawaria) - Plochingen (Badenia-Wirtembergia) - Plön (Szlezwik-Holsztyn) - Pockau-Lengefeld (Saksonia) - Pocking (Bawaria) - Poczdam Potsdam (Brandenburgia) | - Pohlheim (Hesja) - Polch (Nadrenia-Palatynat) - Porta Westfalica (Nadrenia Północna-Westfalia) - Pößneck (Turyngia) - Pottenstein (Bawaria) - Preetz (Szlezwik-Holsztyn) - Premnitz (Brandenburgia) - Prenzlau (Brandenburgia) - Pressath (Bawaria) - Preußisch Oldendorf (Nadrenia Północna-Westfalia) - Prichsenstadt (Bawaria) - Pritzwalk (Brandenburgia) - Prüm (Nadrenia-Palatynat) - Puchheim (Bawaria) - Pulheim (Nadrenia Północna-Westfalia) - Pulsnitz (Saksonia) - Putbus (Meklemburgia-Pomorze Przednie) - Putlitz (Brandenburgia) - Püttlingen (Saara) |

A B C D E F G H I J K L M N O P Q R S T U V W X Z

### Q
| - Quakenbrück (Dolna Saksonia) - Quedlinburg (Saksonia-Anhalt) | - Querfurt (Saksonia-Anhalt) | - Quickborn (Szlezwik-Holsztyn) |

A B C D E F G H I J K L M N O P Q R S T U V W X Z

### R
| - Rabenau (Saksonia) - Radeberg (Saksonia) - Radebeul (Saksonia) - Radeburg (Saksonia) - Radevormwald (Nadrenia Północna-Westfalia) - Radolfzell am Bodensee (Badenia-Wirtembergia) - Raguhn-Jeßnitz (Saksonia-Anhalt) - Rahden (Nadrenia Północna-Westfalia) - Rain (Bawaria) - Rain (Bawaria) - Ramstein-Miesenbach (Nadrenia-Palatynat) - Ranis (Turyngia) - Ransbach-Baumbach (Nadrenia-Palatynat) - Rastatt (Badenia-Wirtembergia) - Rastenberg (Turyngia) - Rathenow (Brandenburgia) - Ratingen (Nadrenia Północna-Westfalia) - Ratyzbona Regensburg (Bawaria) - Ratzeburg (Szlezwik-Holsztyn) - Rauenberg (Badenia-Wirtembergia) - Raunheim (Hesja) - Rauschenberg (Hesja) - Ravensburg (Badenia-Wirtembergia) - Ravenstein (Badenia-Wirtembergia) - Recklinghausen (Nadrenia Północna-Westfalia) - Rees (Nadrenia Północna-Westfalia) - Regen (Bawaria) - Regis-Breitingen (Saksonia) - Rehau (Bawaria) - Rehburg-Loccum (Dolna Saksonia) - Rehna (Meklemburgia-Pomorze Przednie) - Reichelsheim (Wetterau) (Hesja) - Reichenbach im Vogtland (Saksonia) - Reichenbach/O.L. (Saksonia) - Reinbek (Szlezwik-Holsztyn) - Reinfeld (Holstein) (Szlezwik-Holsztyn) - Reinheim (Hesja) | - Remagen (Nadrenia-Palatynat) - Remscheid (Nadrenia Północna-Westfalia) - Remseck am Neckar (Badenia-Wirtembergia) - Renchen (Badenia-Wirtembergia) - Rendsburg (Szlezwik-Holsztyn) - Rennerod (Nadrenia-Palatynat) - Renningen (Badenia-Wirtembergia) - Rerik (Meklemburgia-Pomorze Przednie) - Rethem (Aller) (Dolna Saksonia) - Reutlingen (Badenia-Wirtembergia) - Rheda-Wiedenbrück (Nadrenia Północna-Westfalia) - Rhede (Nadrenia Północna-Westfalia) - Rheinau (Badenia-Wirtembergia) - Rheinbach (Nadrenia Północna-Westfalia) - Rheinberg (Nadrenia Północna-Westfalia) - Rheinböllen (Nadrenia-Palatynat) - Rheine (Nadrenia Północna-Westfalia) - Rheinfelden (Baden) (Badenia-Wirtembergia) - Rheinsberg (Brandenburgia) - Rheinstetten (Badenia-Wirtembergia) - Rhens (Nadrenia-Palatynat) - Rhinow (Brandenburgia) - Ribnitz-Damgarten (Meklemburgia-Pomorze Przednie) - Richtenberg (Meklemburgia-Pomorze Przednie) - Riedenburg (Bawaria) - Riedlingen (Badenia-Wirtembergia) - Riedstadt (Hesja) - Rieneck (Bawaria) - Riesa (Saksonia) - Rietberg (Nadrenia Północna-Westfalia) - Rinteln (Dolna Saksonia) - Röbel/Müritz (Meklemburgia-Pomorze Przednie) - Rochlitz (Saksonia) - Rockenhausen (Nadrenia-Palatynat) - Rodalben (Nadrenia-Palatynat) - Rodenberg (Dolna Saksonia) - Rödental (Bawaria) | - Rödermark (Hesja) - Rodewisch (Saksonia) - Rodgau (Hesja) - Roding (Bawaria) - Römhild (Turyngia) - Romrod (Hesja) - Ronneburg (Turyngia) - Ronnenberg (Dolna Saksonia) - Rosbach vor der Höhe (Hesja) - Rosenfeld (Badenia-Wirtembergia) - Rosenheim (Bawaria) - Rosenthal (Hesja) - Rösrath (Nadrenia Północna-Westfalia) - Roßleben-Wiehe (Turyngia) - Roßwein (Saksonia) - Rostock (Meklemburgia-Pomorze Przednie) - Rotenburg an der Fulda (Hesja) - Rotenburg (Wümme) (Dolna Saksonia) - Roth (Bawaria) - Rötha (Saksonia) - Röthenbach an der Pegnitz (Bawaria) - Rothenburg/O.L. (Saksonia) - Rothenburg ob der Tauber (Bawaria) - Rothenfels (Bawaria) - Rottenburg am Neckar (Badenia-Wirtembergia) - Rottenburg an der Laaber (Bawaria) - Röttingen (Bawaria) - Rottweil (Badenia-Wirtembergia) - Rötz (Bawaria) - Rüdesheim am Rhein (Hesja) - Rudolstadt (Turyngia) - Ruhla (Turyngia) - Ruhland (Brandenburgia) - Runkel (Hesja) - Rüsselsheim am Main (Hesja) - Rutesheim (Badenia-Wirtembergia) - Rüthen (Nadrenia Północna-Westfalia) |

A B C D E F G H I J K L M N O P Q R S T U V W X Z

### S
| - Saalburg-Ebersdorf (Turyngia) - Saalfeld/Saale (Turyngia) - Saarbrücken (Saara) - Saarburg (Nadrenia-Palatynat) - Saarlouis (Saara) - Sachsenhagen (Dolna Saksonia) - Sachsenheim (Badenia-Wirtembergia) - Salzgitter (Dolna Saksonia) - Salzkotten (Nadrenia Północna-Westfalia) - Salzwedel (Saksonia-Anhalt) - Sandau (Elbe) (Saksonia-Anhalt) - Sandersdorf-Brehna (Saksonia-Anhalt) - Sangerhausen (Saksonia-Anhalt) - Sankt Augustin (Nadrenia Północna-Westfalia) - Sankt Goar (Nadrenia-Palatynat) - Sankt Goarshausen (Nadrenia-Palatynat) - Sarstedt (Dolna Saksonia) - Sassenberg (Nadrenia Północna-Westfalia) - Sassnitz (Meklemburgia-Pomorze Przednie) - Sayda (Saksonia) - Schalkau (Turyngia) - Schauenstein (Bawaria) - Scheer (Badenia-Wirtembergia) - Scheibenberg (Saksonia) - Scheinfeld (Bawaria) - Schelklingen (Badenia-Wirtembergia) - Schenefeld (Szlezwik-Holsztyn) - Scheßlitz (Bawaria) - Schieder-Schwalenberg (Nadrenia Północna-Westfalia) - Schifferstadt (Nadrenia-Palatynat) - Schillingsfürst (Bawaria) - Schiltach (Badenia-Wirtembergia) - Schirgiswalde-Kirschau (Saksonia) - Schkeuditz (Saksonia) - Schkölen (Turyngia) - Schleiden (Nadrenia Północna-Westfalia) - Schleiz (Turyngia) - Szlezwik Schleswig (Szlezwik-Holsztyn) - Schlettau (Saksonia) - Schleusingen (Turyngia) - Schlieben (Brandenburgia) - Schlitz (Hesja) - Schloß Holte-Stukenbrock (Nadrenia Północna-Westfalia) - Schlüchtern (Hesja) - Schlüsselfeld (Bawaria) - Schmalkalden (Turyngia) - Schmallenberg (Nadrenia Północna-Westfalia) - Schmölln (Turyngia) - Schnackenburg (Dolna Saksonia) - Schnaittenbach (Bawaria) - Schneeberg (Saksonia) - Schneverdingen (Dolna Saksonia) - Schömberg (Badenia-Wirtembergia) - Schönau (Badenia-Wirtembergia) - Schönau im Schwarzwald (Badenia-Wirtembergia) - Schönberg (Meklemburgia-Pomorze Przednie) - Schönebeck (Elbe) (Saksonia-Anhalt) - Schöneck/Vogtl. (Saksonia) - Schönewalde (Brandenburgia) - Schongau (Bawaria) - Schöningen (Dolna Saksonia) - Schönsee (Bawaria) - Schönwald (Bawaria) | - Schopfheim (Badenia-Wirtembergia) - Schöppenstedt (Dolna Saksonia) - Schorndorf (Badenia-Wirtembergia) - Schortens (Dolna Saksonia) - Schotten (Hesja) - Schramberg (Badenia-Wirtembergia) - Schraplau (Saksonia-Anhalt) - Schriesheim (Badenia-Wirtembergia) - Schrobenhausen (Bawaria) - Schrozberg (Badenia-Wirtembergia) - Schüttorf (Dolna Saksonia) - Schwaan (Meklemburgia-Pomorze Przednie) - Schwabach (Bawaria) - Schwäbisch Gmünd (Badenia-Wirtembergia) - Schwäbisch Hall (Badenia-Wirtembergia) - Schwabmünchen (Bawaria) - Schwaigern (Badenia-Wirtembergia) - Schwalbach am Taunus (Hesja) - Schwalmstadt (Hesja) - Schwandorf (Bawaria) - Schwanebeck (Saksonia-Anhalt) - Schwarzatal (Turyngia) - Schwarzenbach am Wald (Bawaria) - Schwarzenbach an der Saale (Bawaria) - Schwarzenbek (Szlezwik-Holsztyn) - Schwarzenberg/Erzgeb. (Saksonia) - Schwarzenborn (Hesja) - Schwarzheide (Brandenburgia) - Schwedt/Oder (Brandenburgia) - Schweich (Nadrenia-Palatynat) - Schweinfurt (Bawaria) - Schwelm (Nadrenia Północna-Westfalia) - Schwentinental (Szlezwik-Holsztyn) - Schwerin (Meklemburgia-Pomorze Przednie) - Schwerte (Nadrenia Północna-Westfalia) - Schwetzingen (Badenia-Wirtembergia) - Sebnitz (Saksonia) - Seehausen (Altmark) (Saksonia-Anhalt) - Seeland (Saksonia-Anhalt) - Seelow (Brandenburgia) - Seelze (Dolna Saksonia) - Seesen (Dolna Saksonia) - Sehnde (Dolna Saksonia) - Seifhennersdorf (Saksonia) - Selb (Bawaria) - Selbitz (Bawaria) - Seligenstadt (Hesja) - Selm (Nadrenia Północna-Westfalia) - Selters (Westerwald) (Nadrenia-Palatynat) - Senden (Bawaria) - Sendenhorst (Nadrenia Północna-Westfalia) - Senftenberg (Brandenburgia) - Seßlach (Bawaria) - Siegburg (Nadrenia Północna-Westfalia) - Siegen (Nadrenia Północna-Westfalia) - Sigmaringen (Badenia-Wirtembergia) - Simbach am Inn (Bawaria) - Simmern/Hunsrück (Nadrenia-Palatynat) - Sindelfingen (Badenia-Wirtembergia) - Singen (Hohentwiel) (Badenia-Wirtembergia) - Sinsheim (Badenia-Wirtembergia) - Sinzig (Nadrenia-Palatynat) - Soest (Nadrenia Północna-Westfalia) - Solingen (Nadrenia Północna-Westfalia) - Solms (Hesja) - Soltau (Dolna Saksonia) - Sömmerda (Turyngia) - Sondershausen (Turyngia) - Sonneberg (Turyngia) - Sonnewalde (Brandenburgia) - Sonthofen (Bawaria) | - Sontra (Hesja) - Spaichingen (Badenia-Wirtembergia) - Spalt (Bawaria) - Spangenberg (Hesja) - Speicher (Nadrenia-Palatynat) - Spenge (Nadrenia Północna-Westfalia) - Spira (Nadrenia-Palatynat) - Spremberg (Brandenburgia) - Springe (Dolna Saksonia) - Sprockhövel (Nadrenia Północna-Westfalia) - Stade (Dolna Saksonia) - Stadtallendorf (Hesja) - Stadtbergen (Bawaria) - Stadthagen (Dolna Saksonia) - Stadtilm (Turyngia) - Stadtlohn (Nadrenia Północna-Westfalia) - Stadtoldendorf (Dolna Saksonia) - Stadtprozelten (Bawaria) - Stadtroda (Turyngia) - Stadtsteinach (Bawaria) - Stadt Wehlen (Saksonia) - Starnberg (Bawaria) - Staßfurt (Saksonia-Anhalt) - Staufen im Breisgau (Badenia-Wirtembergia) - Staufenberg (Hesja) - Stavenhagen, Reuterstadt (Meklemburgia-Pomorze Przednie) - St. Blasien (Badenia-Wirtembergia) - Stein (Bawaria) - Steinach (Turyngia) - Steinau an der Straße (Hesja) - Steinbach-Hallenberg (Turyngia) - Steinbach (Taunus) (Hesja) - Steinfurt (Nadrenia Północna-Westfalia) - Steinheim an der Murr (Badenia-Wirtembergia) - Steinheim (Nadrenia Północna-Westfalia) - Stendal (Saksonia-Anhalt) - Sternberg (Meklemburgia-Pomorze Przednie) - St. Ingbert (Saara) - St. Georgen im Schwarzwald (Badenia-Wirtembergia) - Stockach (Badenia-Wirtembergia) - Stolberg (Rheinland) (Nadrenia Północna-Westfalia) - Stollberg (Saksonia) - Stolpen (Saksonia) - Storkow (Mark) (Brandenburgia) - Stößen (Saksonia-Anhalt) - Straelen (Nadrenia Północna-Westfalia) - Stralsund (Meklemburgia-Pomorze Przednie) - Strasburg (Uckermark) (Meklemburgia-Pomorze Przednie) - Straubing (Bawaria) - Strausberg (Brandenburgia) - Strehla (Saksonia) - Stromberg (Nadrenia-Palatynat) - Stühlingen (Badenia-Wirtembergia) - Stutensee (Badenia-Wirtembergia) - Stuttgart (Badenia-Wirtembergia) - St. Wendel (Saara) - Suhl (Turyngia) - Sulingen (Dolna Saksonia) - Sulz am Neckar (Badenia-Wirtembergia) - Sulzbach/Saar (Saara) - Sulzbach-Rosenberg (Bawaria) - Sulzburg (Badenia-Wirtembergia) - Sundern (Sauerland) (Nadrenia Północna-Westfalia) - Südliches Anhalt (Saksonia-Anhalt) - Süßen (Badenia-Wirtembergia) - Syke (Dolna Saksonia) |

A B C D E F G H I J K L M N O P Q R S T U V W X Z

### T
| - Tambach-Dietharz (Turyngia) - Tangerhütte (Saksonia-Anhalt) - Tangermünde (Saksonia-Anhalt) - Tann (Rhön) (Hesja) - Tanna (Turyngia) - Tauberbischofsheim (Badenia-Wirtembergia) - Taucha (Saksonia) - Taunusstein (Hesja) - Tecklenburg (Nadrenia Północna-Westfalia) - Tegernsee (Bawaria) - Telgte (Nadrenia Północna-Westfalia) - Teltow (Brandenburgia) - Templin (Brandenburgia) - Tengen (Badenia-Wirtembergia) - Tessin (Meklemburgia-Pomorze Przednie) - Teterow (Meklemburgia-Pomorze Przednie) - Tettnang (Badenia-Wirtembergia) - Teublitz (Bawaria) - Teuchern (Saksonia-Anhalt) - Teupitz (Brandenburgia) | - Teuschnitz (Bawaria) - Thale (Saksonia-Anhalt) - Thalheim/Erzgeb. (Saksonia) - Thannhausen (Bawaria) - Tharandt (Saksonia) - Themar (Turyngia) - Thum (Saksonia) - Tirschenreuth (Bawaria) - Titisee-Neustadt (Badenia-Wirtembergia) - Tittmoning (Bawaria) - Todtnau (Badenia-Wirtembergia) - Töging am Inn (Bawaria) - Tönisvorst (Nadrenia Północna-Westfalia) - Tönning (Szlezwik-Holsztyn) - Torgau (Saksonia) - Torgelow (Meklemburgia-Pomorze Przednie) - Tornesch (Szlezwik-Holsztyn) - Traben-Trarbach (Nadrenia-Palatynat) - Traunreut (Bawaria) | - Traunstein (Bawaria) - Trebbin (Brandenburgia) - Trebsen/Mulde (Saksonia) - Treffurt (Turyngia) - Trendelburg (Hesja) - Treuchtlingen (Bawaria) - Treuen (Saksonia) - Treuenbrietzen (Brandenburgia) - Triberg im Schwarzwald (Badenia-Wirtembergia) - Tribsees (Meklemburgia-Pomorze Przednie) - Trewir Trier (Nadrenia-Palatynat) - Triptis (Turyngia) - Trochtelfingen (Badenia-Wirtembergia) - Troisdorf (Nadrenia Północna-Westfalia) - Trossingen (Badenia-Wirtembergia) - Trostberg (Bawaria) - Tuttlingen (Badenia-Wirtembergia) - Twistringen (Dolna Saksonia) - Tybinga Tübingen (Badenia-Wirtembergia) |

A B C D E F G H I J K L M N O P Q R S T U V W X Z

### U
| - Übach-Palenberg (Nadrenia Północna-Westfalia) - Überlingen (Badenia-Wirtembergia) - Uebigau-Wahrenbrück (Brandenburgia) - Ueckermünde (Meklemburgia-Pomorze Przednie) - Uelzen (Dolna Saksonia) - Uetersen (Szlezwik-Holsztyn) | - Uffenheim (Bawaria) - Uhingen (Badenia-Wirtembergia) - Ulm (Badenia-Wirtembergia) - Ulmen (Nadrenia-Palatynat) - Ulrichstein (Hesja) - Ummerstadt (Turyngia) - Unkel (Nadrenia-Palatynat) | - Unna (Nadrenia Północna-Westfalia) - Unterschleißheim (Bawaria) - Usedom (Meklemburgia-Pomorze Przednie) - Usingen (Hesja) - Uslar (Dolna Saksonia) |

A B C D E F G H I J K L M N O P Q R S T U V W X Z

### V
| - Vacha (Turyngia) - Vaihingen an der Enz (Badenia-Wirtembergia) - Vallendar (Nadrenia-Palatynat) - Varel (Dolna Saksonia) - Vechta (Dolna Saksonia) - Velbert (Nadrenia Północna-Westfalia) - Velburg (Bawaria) - Velden (Bawaria) - Vellberg (Badenia-Wirtembergia) - Vellmar (Hesja) - Velten (Brandenburgia) - Verden (Aller) (Dolna Saksonia) | - Veringenstadt (Badenia-Wirtembergia) - Verl (Nadrenia Północna-Westfalia) - Versmold (Nadrenia Północna-Westfalia) - Vetschau/Spreewald (Brandenburgia) - Viechtach (Bawaria) - Viernheim (Hesja) - Viersen (Nadrenia Północna-Westfalia) - Villingen-Schwenningen (Badenia-Wirtembergia) - Vilsbiburg (Bawaria) - Vilseck (Bawaria) - Vilshofen an der Donau (Bawaria) - Visselhövede (Dolna Saksonia) | - Vlotho (Nadrenia Północna-Westfalia) - Voerde (Niederrhein) (Nadrenia Północna-Westfalia) - Vogtsburg im Kaiserstuhl (Badenia-Wirtembergia) - Vohburg an der Donau (Bawaria) - Vohenstrauß (Bawaria) - Vöhrenbach (Badenia-Wirtembergia) - Vöhringen (Bawaria) - Volkach (Bawaria) - Völklingen (Saara) - Volkmarsen (Hesja) - Vreden (Nadrenia Północna-Westfalia) |

A B C D E F G H I J K L M N O P Q R S T U V W X Z

### W
| - Wachenheim an der Weinstraße (Nadrenia-Palatynat) - Wächtersbach (Hesja) - Wadern (Saara) - Waghäusel (Badenia-Wirtembergia) - Wahlstedt (Szlezwik-Holsztyn) - Waiblingen (Badenia-Wirtembergia) - Waibstadt (Badenia-Wirtembergia) - Waischenfeld (Bawaria) - Waldbröl (Nadrenia Północna-Westfalia) - Waldeck (Hesja) - Waldenbuch (Badenia-Wirtembergia) - Waldenburg (Saksonia) - Waldenburg (Badenia-Wirtembergia) - Waldershof (Bawaria) - Waldheim (Saksonia) - Waldkappel (Hesja) - Waldkirch (Badenia-Wirtembergia) - Waldkirchen (Bawaria) - Waldkraiburg (Bawaria) - Waldmünchen (Bawaria) - Waldsassen (Bawaria) - Waldshut-Tiengen (Badenia-Wirtembergia) - Walldorf (Badenia-Wirtembergia) - Walldürn (Badenia-Wirtembergia) - Wallenfels (Bawaria) - Walsrode (Dolna Saksonia) - Waltershausen (Turyngia) - Waltrop (Nadrenia Północna-Westfalia) - Wanfried (Hesja) - Wangen im Allgäu (Badenia-Wirtembergia) - Wanzleben-Börde (Saksonia-Anhalt) - Warburg (Nadrenia Północna-Westfalia) - Waren (Müritz) (Meklemburgia-Pomorze Przednie) - Warendorf (Nadrenia Północna-Westfalia) - Warin (Meklemburgia-Pomorze Przednie) - Warstein (Nadrenia Północna-Westfalia) - Wassenberg (Nadrenia Północna-Westfalia) - Wasserburg am Inn (Bawaria) - Wassertrüdingen (Bawaria) - Wasungen (Turyngia) - Wedel (Szlezwik-Holsztyn) - Weener (Dolna Saksonia) - Wegberg (Nadrenia Północna-Westfalia) - Wegeleben (Saksonia-Anhalt) - Wehr (Badenia-Wirtembergia) - Weida (Turyngia) - Weiden in der Oberpfalz (Bawaria) - Weikersheim (Badenia-Wirtembergia) - Weil am Rhein (Badenia-Wirtembergia) - Weilburg (Hesja) - Weilheim an der Teck (Badenia-Wirtembergia) - Weilheim in Oberbayern (Bawaria) - Weil der Stadt (Badenia-Wirtembergia) - Weimar (Turyngia) | - Weingarten (Badenia-Wirtembergia) - Weinheim (Badenia-Wirtembergia) - Weinsberg (Badenia-Wirtembergia) - Weinstadt (Badenia-Wirtembergia) - Weismain (Bawaria) - Weißenberg (Saksonia) - Weißenburg in Bayern(Bawaria) - Weißenfels (Saksonia-Anhalt) - Weißenhorn (Bawaria) - Weißensee (Turyngia) - Weißenstadt (Bawaria) - Weißenthurm (Nadrenia-Palatynat) - Weißwasser/O.L. (Saksonia) - Weiterstadt (Hesja) - Welzheim (Badenia-Wirtembergia) - Welzow (Brandenburgia) - Wemding (Bawaria) - Wendlingen am Neckar (Badenia-Wirtembergia) - Werben (Saksonia-Anhalt) - Werdau (Saksonia) - Werder (Havel) (Brandenburgia) - Werdohl (Nadrenia Północna-Westfalia) - Werl (Nadrenia Północna-Westfalia) - Werlte (Dolna Saksonia) - Wermelskirchen (Nadrenia Północna-Westfalia) - Wernau (Neckar) (Badenia-Wirtembergia) - Werne (Nadrenia Północna-Westfalia) - Werneuchen (Brandenburgia) - Wernigerode (Saksonia-Anhalt) - Werra-Suhl-Tal (Turyngia) - Wertheim (Badenia-Wirtembergia) - Werther (Westf.) (Nadrenia Północna-Westfalia) - Wertingen (Bawaria) - Wesel (Nadrenia Północna-Westfalia) - Wesenberg (Meklemburgia-Pomorze Przednie) - Wesselburen (Szlezwik-Holsztyn) - Wesseling (Nadrenia Północna-Westfalia) - Westerburg (Nadrenia-Palatynat) - Westerstede (Dolna Saksonia) - Wetter (Hessen) (Hesja) - Wetter (Ruhr) (Nadrenia Północna-Westfalia) - Wettin-Löbejün (Saksonia-Anhalt) - Wetzlar (Hesja) - Widdern (Badenia-Wirtembergia) - Wiehl (Nadrenia Północna-Westfalia) - Wiesbaden (Hesja) - Wiesmoor (Dolna Saksonia) - Wiesensteig (Badenia-Wirtembergia) - Wiesloch (Badenia-Wirtembergia) - Wildau (Brandenburgia) - Wildberg (Badenia-Wirtembergia) - Wildenfels (Saksonia) | - Wildeshausen (Dolna Saksonia) - Wilhelmshaven (Dolna Saksonia) - Wilkau-Haßlau (Saksonia) - Willebadessen (Nadrenia Północna-Westfalia) - Willich (Nadrenia Północna-Westfalia) - Wilsdruff (Saksonia) - Wilster (Szlezwik-Holsztyn) - Wilthen (Saksonia) - Windischeschenbach (Bawaria) - Windsbach (Bawaria) - Winnenden (Badenia-Wirtembergia) - Winsen (Aller) (Dolna Saksonia) - Winsen (Luhe) (Dolna Saksonia) - Winterberg (Nadrenia Północna-Westfalia) - Wipperfürth (Nadrenia Północna-Westfalia) - Wirges (Nadrenia-Palatynat) - Wismar (Meklemburgia-Pomorze Przednie) - Wissen (Nadrenia-Palatynat) - Witten (Nadrenia Północna-Westfalia) - Wittenberg, Lutherstadt (Saksonia-Anhalt) - Wittenberge (Brandenburgia) - Wittenburg (Meklemburgia-Pomorze Przednie) - Wittichenau (Saksonia) - Wittlich (Nadrenia-Palatynat) - Wittingen (Dolna Saksonia) - Wittmund (Dolna Saksonia) - Wittstock/Dosse (Brandenburgia) - Witzenhausen (Hesja) - Woldegk (Meklemburgia-Pomorze Przednie) - Wolfach (Badenia-Wirtembergia) - Wolfenbüttel (Dolna Saksonia) - Wolfhagen (Hesja) - Wolframs-Eschenbach (Bawaria) - Wolfratshausen (Bawaria) - Wolfsburg (Dolna Saksonia) - Wolfstein (Nadrenia-Palatynat) - Wolgast (Meklemburgia-Pomorze Przednie) - Wolkenstein (Saksonia) - Wolmirstedt (Saksonia-Anhalt) - Worms (Nadrenia-Palatynat) - Wörrstadt (Nadrenia-Palatynat) - Wörth am Rhein (Nadrenia-Palatynat) - Wörth an der Donau (Bawaria) - Wörth am Main (Bawaria) - Wriezen (Brandenburgia) - Wülfrath (Nadrenia Północna-Westfalia) - Wunsiedel (Bawaria) - Wunstorf (Dolna Saksonia) - Wuppertal (Nadrenia Północna-Westfalia) - Würselen (Nadrenia Północna-Westfalia) - Wurzbach (Turyngia) - Würzburg (Bawaria) - Wurzen (Saksonia) - Wustrow (Wendland) (Dolna Saksonia) - Wyk auf Föhr (Szlezwik-Holsztyn) |

A B C D E F G H I J K L M N O P Q R S T U V W X Z

### X
| - Xanten (Nadrenia Północna-Westfalia) |

A B C D E F G H I J K L M N O P Q R S T U V W X Z

### Z
| - Zahna-Elster (Saksonia-Anhalt) - Zarrentin am Schaalsee (Meklemburgia-Pomorze Przednie) - Zehdenick (Brandenburgia) - Zeil am Main (Bawaria) - Zeitz (Saksonia-Anhalt) - Zell am Harmersbach (Badenia-Wirtembergia) - Zell im Wiesental (Badenia-Wirtembergia) - Zell (Mosel) (Nadrenia-Palatynat) - Zella-Mehlis (Turyngia) | - Zerbst/Anhalt (Saksonia-Anhalt) - Zeulenroda-Triebes (Turyngia) - Zeven (Dolna Saksonia) - Ziegenrück (Turyngia) - Zierenberg (Hesja) - Ziesar (Brandenburgia) - Zirndorf (Bawaria) - Zittau (Saksonia) - Zörbig (Saksonia-Anhalt) | - Zossen (Brandenburgia) - Zschopau (Saksonia) - Zülpich (Nadrenia Północna-Westfalia) - Zweibrücken (Nadrenia-Palatynat) - Zwenkau (Saksonia) - Zwickau (Saksonia) - Zwiesel (Bawaria) - Zwingenberg (Hesja) - Zwönitz (Saksonia) |